# Мартич, Мануэль
Мануэ́ль Ма́ртич (нем. Manuel Martic; родился 15 августа 1995 года, Австрия) — австрийский футболист, полузащитник клуба «Лекко».

## Клубная карьера

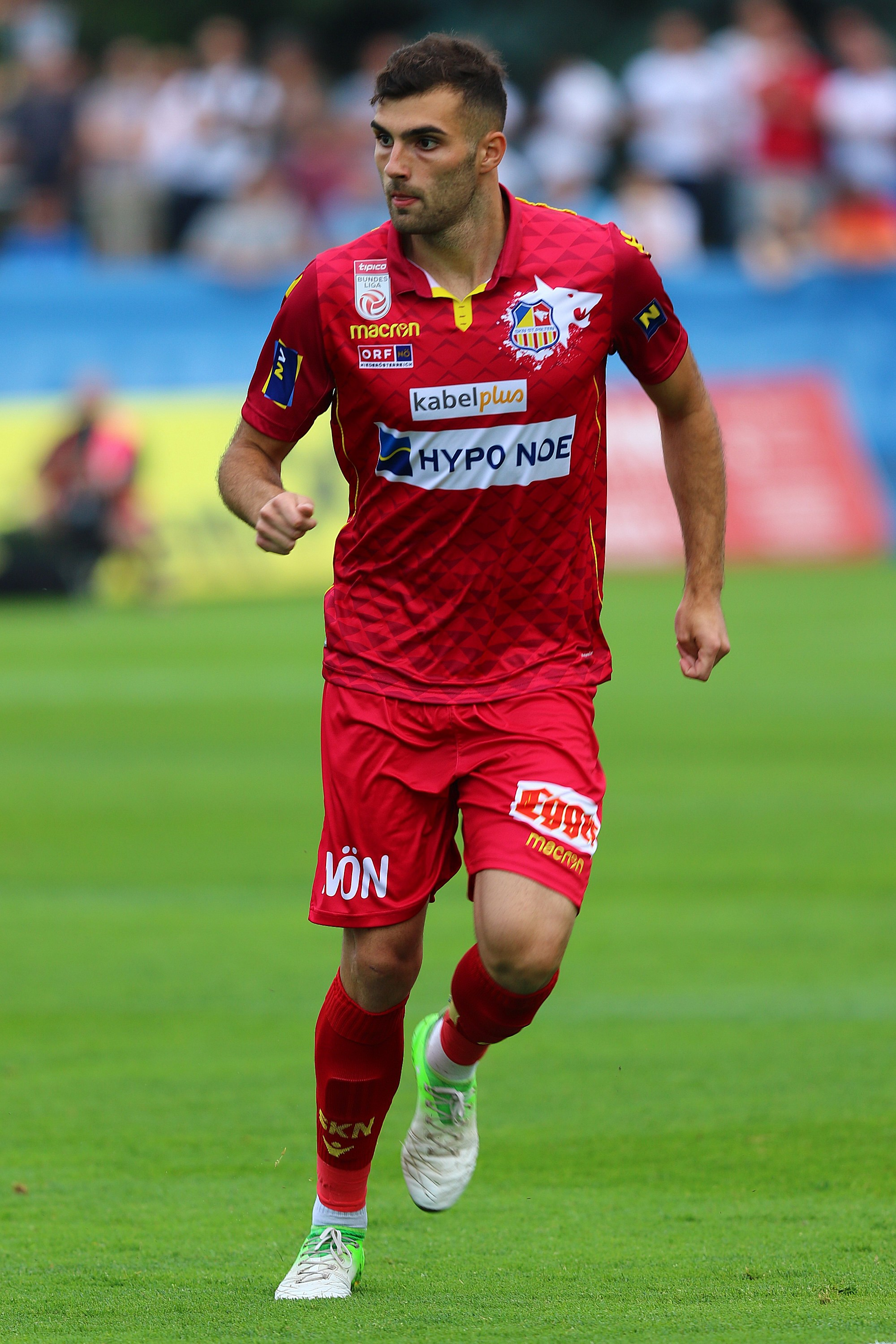
Мартич в составе «Санкт-Пёльтена»

Мартич — воспитанник клуба «Форветс» из Штайра. 8 октября 2011 года в матче против «Глайнштеттена» он дебютировал в Региональной лиге Австрии. 24 апреля 2015 года в поединке против дублёров «Вольфсберга» Мануэль забил свой первый гол за «Форвертс». Летом 2015 года Мартич перешёл в «Санкт-Пёльтен». 18 сентября в матче против зальцбургской «Аустрии» он дебютировал во Первой лиге Австрии. По итогам сезона клуб вышел в элиту. 17 сентября 2016 года в матче против «Вольфсберга» он дебютировал в австрийской Бундеслиге. 29 апреля 2017 года в поединке против «Альтаха» Мануэль забил свой первый гол за «Санкт-Пёльтен».
Летом 2018 года Мартич перешёл в венский «Рапид», заключив контракт с клубом до июня 2020 года. 12 августа в матче против «Вольфсбрега» он дебютировал за новую команду.